# Gonggong
Gonggong (en chinois 共工) est un personnage de la mythologie chinoise antique présenté tantôt comme un « ingénieur » ayant cherché, mais sans succès, à endiguer les inondations à la façon de Yu le Grand, assisté de son fils Houtu (>後土), tantôt comme un dieu des eaux, responsable des inondations avec Xiangyao (相繇) aux neuf têtes et au corps de serpent, tandis que son fils est dieu de la terre (Houtu est resté le nom de la déité représentant la terre auxquels les souverains sacrifiaient).
Descendant de Yandi (炎帝), contemporain et rival de Huangdi, son nom de famille était Jiang (姜).
Selon certaines sources, il est l'un des Trois Augustes ou le chef d'une tribu installée dans le Henan autour de l'actuelle Huixian (輝縣).
Des textes anciens édités sous les Han comme le Huainan Zi (chap. 1 et 3) mentionnent son combat contre Zhuanxu, descendant de Huangdi, ou Zhu rong, fonctionnaire ou dieu du feu. Dans sa colère, il aurait heurté (de ses cornes) le mont Buzhou (不周山), cassant ainsi la colonne céleste, et provoquant le débordement des fleuves et des rivières. Nuwa aurait réparé les dégâts, mais sans réussir à redonner au ciel et à la terre leur parallélisme d’antan. Gonggong est donc responsable de la dérive nord-ouest des astres et de la direction sud-est des cours d’eau (dans la région de la Chine où naquit cette légende).
Le nom Gonggong a été officiellement attribué le 5 février 2020 au gros objet transneptunien (225088) Gonggong, provisoirement désignée 2007 OR10.